# 盧米斯 (紐約州特拉華縣)
盧米斯（英語：Loomis）是位於美國紐約州特拉華縣的非建制地區。

## 歷史
盧米斯的郵局於1880年設立，其後於1906年停運。

## 地理
盧米斯所處的海拔為高於海平面478米（即1568英呎），而該地所採用的時區為UTC-5，即北美东部时区（EST）。同時該地設有夏令時間，為UTC-5調快一小時，即UTC-4（EDT）。